# Kolākesh
Kolākesh (persiska: کلاه کج, Kolāh Kaj, کلاکش) är en ort i Iran.   Den ligger i provinsen Lorestan, i den västra delen av landet, 400 km sydväst om huvudstaden Teheran. Kolākesh ligger 1 575 meter över havet och antalet invånare är 145.
Terrängen runt Kolākesh är varierad.Runt Kolākesh är det ganska tätbefolkat, med 72 invånare per kvadratkilometer. Närmaste större samhälle är Aleshtar, 5,2 km öster om Kolākesh. Trakten runt Kolākesh består till största delen av jordbruksmark.